# 칭하이성
칭하이성(중국어: 青海省, 병음: Qīnghǎi Shěng, 티베트어: མཚོ་སྔོན་, 몽골어: Köke Naγur, 만주어: Huhu Noor) 또는 청해성은 중화인민공화국 서부의 성으로, 칭하이호의 이름을 따서 붙여졌다. 북동쪽에 간쑤성, 북서쪽에 신장 웨이우얼 자치구, 남동쪽에 쓰촨성, 남서쪽에 티베트 자치구가 접해 있다.

## 지리
칭하이성은 티베트고원 북동부에 있으며 성의 중부에 있는 위수 티베트족 자치주 위수시에 황하의 발원지가 있고 남서부는 장강, 메콩강의 수원지이다.
칭하이의 평균 해발고도는 3000m가 넘는다. 산맥들로는 탕구라산맥, 쿤룬산맥 등이 포함된다. 연평균 기온은 -5~8 °C이고 1월 평균기온은 -18~-7 °C이고 7월 평균기온은 5~21 °C이다. 2월부터 4월까지 모래폭풍과 강풍이 빈번하다.
면적으로 칭하이 성은 신장, 티베트, 내몽골과 같은 자치구를 제외하고 중국에서 가장 큰 성이다.
칭하이호는 중국에서 가장 큰 호수이다.
차이다무 분지가 칭하이 성 북서쪽에 놓여있다. 이 자원이 풍부한 분지의 3분의 1은 분지이다. 분지의 해발고도는 2600~3300m이다.
칭하이 성의 싼장위안 국가급 자연보호구(SNNR)는 황하, 장강, 메콩강(란창강)의 원류를 포함하고 있다. SNNR은 이 세 강의 원류를 보호하기 위해 설치되었다. 보호구는 18개의 하위지역을 포함하고 있고 각각 다른 수준으로 관리되는 세 개의 구역을 포함한다.

## 역사
약 2만년 전부터 사람이 거주했으며, 이 당시의 주민은 주로 강족(羌族)이었다. 이들은 티베트족의 조상으로 여겨지고 있다. 기원전 61년에 한(漢)이 강족을 평정하고 7개의 현을 설치하였다. 이때부터 중원지방에서 칭하이 성으로 한족이 들어와 농사를 지으면서 한족과 강족이 함께 살게 되었다. 기원후4세기에는 토욕혼(吐谷渾)족이 들어와 한족, 강족과 섞여 살면서 경제를 발전시켰고 토욕혼국을 세웠다. 토욕혼족은 약 300년 동안 칭하이를 다스리면서 실크로드의 남쪽 부분을 개통하여, 서방과의 교통무역에 공언을 하였다. 수나라 양제(隋煬帝)[609년] 때 토욕혼을 멸망시키고 칭하이의 동부와 남부를 지배하였다.
1911년 신해혁명(辛亥革命)으로 인해 청(淸)이 붕괴되고 칭하이 성은 북양(北洋)의 군벌지배 하에 있게 된다. 1929년 국민당 정부에 의해 칭하이는 성으로 승격했으며, 1949년 9월 5일 시닝에 공산군이 진군하고 8일에 시닝 인민정부를 세웠다.

## 인구와 민족
2004년 말 전체 성의 총 인구수는 5,386,000명이다. 한족은 2,610,000명으로 54.5%를 차지하고, 소수민족은 모두 2,360,000명으로 45.5%를 차지한다. 이것은 시짱과 신강의 인구비율과 비슷한 것으로 전국에서 세 번째로 소수민족이 많이 거주한다.

### 주요 소수 민족
- 티베트족: 1,090,000명이며 전체 성 총 인구의 20.87%를 차지한다. 주로 위슈(玉树), 궈뤄(果洛), 하이난(海南), 황난(黃南), 하이베이(海北)와 다섯 개 티베트족자치주와 하이시 몽골족 티베트족 자치주, 시닝 시의 다퉁 현(大通)과 하이둥 시(海東)도 부분적으로 티베트족 주거지가 있다. 칭하이의 티베트족은 장기간 역사 발전 중에서 티베트 고원에 토번족을 받아들임으로써 각 민족이 점차 발전형성한 것이다. 티베트족 언어 방언은 한티베트어(汉藏)에 속하며 중국-티베트어족 계열이다. 칭하이 티베트족은 위슈부분의 사람들의 말하는 캉바어를 제외하고 모두 암도(安多)방언을 사용하고 티베트어를 사용하고 있다. 티베트족은 티베트 불교를 신봉한다.
- 후이족: 750,000명으로 전체 성의 총 인구수의 14%를 차지한다. 주로 칭하이 동부지구에 분포한다.
- 투족: 190,000명
- 사라족: 87,000명
- 몽골족: 86,000명

## 행정 구역
현재 2곳의 지급 시, 6개의 자치주에, 6개의 시할구, 3개 현급 시, 27개의 현, 7개의 자치현으로 관리된다.
| 칭하이 성의 행정 구역 | 칭하이 성의 행정 구역                                | 칭하이 성의 행정 구역 | 칭하이 성의 행정 구역           | 칭하이 성의 행정 구역 | 칭하이 성의 행정 구역 | 칭하이 성의 행정 구역 | 칭하이 성의 행정 구역 | 칭하이 성의 행정 구역 | 칭하이 성의 행정 구역 | 칭하이 성의 행정 구역 | 칭하이 성의 행정 구역 |
| --------------------- | ---------------------------------------------------- | --------------------- | ------------------------------- | --------------------- | --------------------- | --------------------- | --------------------- | --------------------- | --------------------- | --------------------- | --------------------- |
|                       |                                                      |                       |                                 |                       |                       |                       |                       |                       |                       |                       |                       |
| №                     | 이름                                                 | 한자                  | 병음                            | 면적 (Km2)            | 인구 (2010)           | 시청소재지            |                       |                       |                       |                       |                       |
| 지급시                |                                                      |                       |                                 |                       |                       |                       |                       |                       |                       |                       |                       |
| 1                     | 시닝 시 (서녕시)                                     | 西宁市                | Xīníng Shì                      | 7424.11               | 2,208,708             | 청중 구               |                       |                       |                       |                       |                       |
| 2                     | 하이둥 시 (해동시)                                   | 海东市                | Hǎidōng Shì                     | 13043.99              | 1,396,846             | 러두 구               |                       |                       |                       |                       |                       |
| 자치주                |                                                      |                       |                                 |                       |                       |                       |                       |                       |                       |                       |                       |
| 3                     | 하이시 몽골족 티베트족 자치주 (해서몽고족장족자치주) | 海西蒙古族藏族自治州  | Hǎixī Měnggǔzú Zàngzú Zìzhìzhōu | 300854.48             | 489,338               | 더링하 시             |                       |                       |                       |                       |                       |
| 4                     | 하이베이 티베트족 자치주 (해북장족자치주)            | 海北藏族自治州        | Hǎiběi Zàngzú Zìzhìzhōu         | 33349.99              | 273,304               | 하이옌 현             |                       |                       |                       |                       |                       |
| 5                     | 하이난 티베트족 자치주 (해남장족자치주)              | 海南藏族自治州        | Hǎinán Zàngzú Zìzhìzhōu         | 43377.11              | 441,689               | 궁허 현               |                       |                       |                       |                       |                       |
| 6                     | 황난 티베트족 자치주 (황남장족자치주)                | 黄南藏族自治州        | Huángnán Zàngzú Zìzhìzhōu       | 17908.89              | 256,716               | 퉁런 현               |                       |                       |                       |                       |                       |
| 7                     | 위수 티베트족 자치주 (옥수장족자치주)                | 玉树藏族自治州        | Yùshù Zàngzú Zìzhìzhōu          | 197953.70             | 378,439               | 위수 시               |                       |                       |                       |                       |                       |
| 8                     | 궈뤄 티베트족 자치주 (과락장족자치주)                | 果洛藏族自治州        | Guǒluò Zàngzú Zìzhìzhōu         | 76442.38              | 181,682               | 마친 현               |                       |                       |                       |                       |                       |

## 경제
칭하이의 경제 규모는 중국 전체에서 가장 작다. 2008년 명목 GDP는 962억 위안(141억 달러)였고 중국 전체 경제의 0.3%를 기여했다. 1인당 GDP는 17389위안(2546$)였다.
성도 시닝 주변에서 철강 생산을 포함한 중공업이 이루어진다. 차이다무 분지의 석유와 천연가스는 칭하이 성 경제에 중요하게 기여한다.
2004년도의 세관 수출입 총액은 5.76억 달러로 작년에 비해 69.7%증가했고, 그중에 수출액이 4.55억 달러로 66.0%증가하였다. 수입액은 1.21억 달러로 85.0%증가하였다. 수출액 중에서 일반무역수출은 2.6억 달러로 35.2%증가했고, 가공업무역의 수출은 1.94억 달러로 1.4배 증가하였다. 수출시장은 주로 일본 1.3억 달러, 한국 8400만 달러, 홍콩 5100만 달러 미국 3000만 달러이다.

## 에너지원
칭하이 성은 석유를 가지고 있으며 주로 차이다무 분지(柴达木)에 있다. 차이다무 분지의 석유탐사와 채굴은 1954년에 들어서 진행되었으며 1955년 제1유정굴착장치를 설치하였다. 오늘에 이르러서 칭하이 성 석유의 유전 연간 생산량은 495만 톤에 도달하였다.

## 문화
- 국가역사문화명성: 퉁런 현

- 반찬어얼더니(班禅额尔德尼)
- 시라오지아춰(喜饶嘉措)
- 겅둔춴페이(更敦群培)

## 여행
- 타얼쓰
- 칭하이호

## 진귀한 동물
- 티베트야생당나귀
- 티베트영양

## 관광

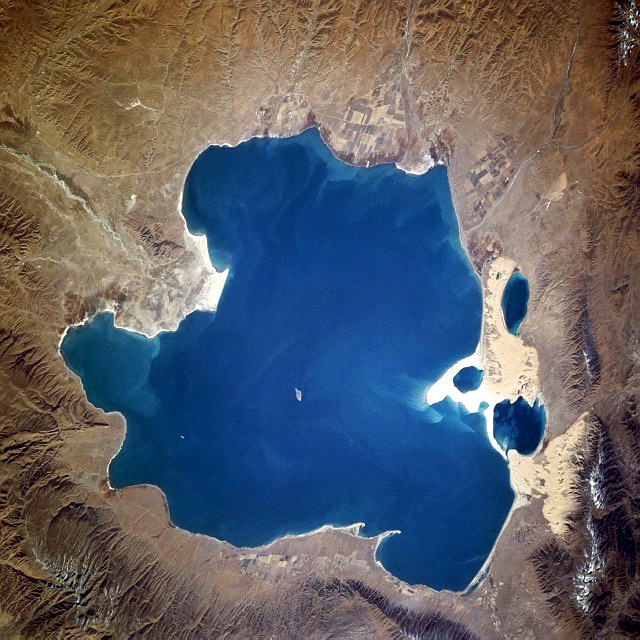
칭하이 호

성도 시닝을 중심으로 많은 관광지가 있다.
여름에 많은 관광객들이 동부와 남부의 더위를 피해 시닝으로 여행온다. 시닝의 7, 8월 기후는 꽤 온화하고 안락하여 피서에 알맞은 환경이다.
칭하이호는 또다른 관광지이다. 호수는 중국에서 가장 큰 염호로 "세계의 지붕"으로 불리는 티베트 고원에 위치해있다. 호수는 해발고도 3600m에 놓여있다. 주변 지역은 목초지로 이루어져있고 티베트족이 산다. 대부분의 관광 코스가 냐오다오(鸟岛)를 거친다. 시닝에서 칭하이 호까지를 코스로 하는 국제적인 자전거 경주 대회가 해마다 열린다.

## 같이 보기
- 2010년 위수 지진
- 암도 지구